# Giếng khí (ngưng tụ)

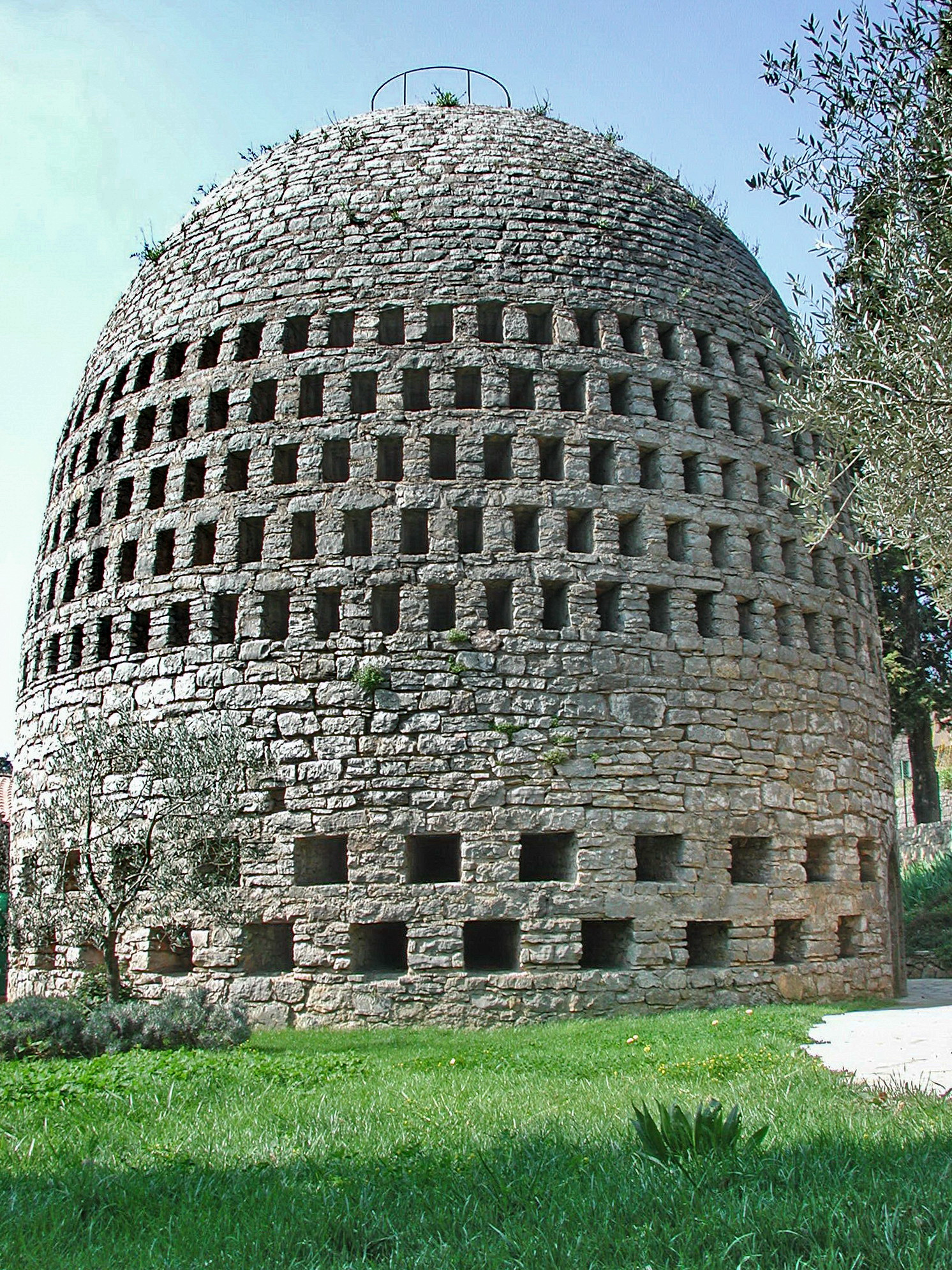
Giếng khí khối lượng lớn của kỹ sư người Bỉ Achile Knapen tại Trans-en-Provence.

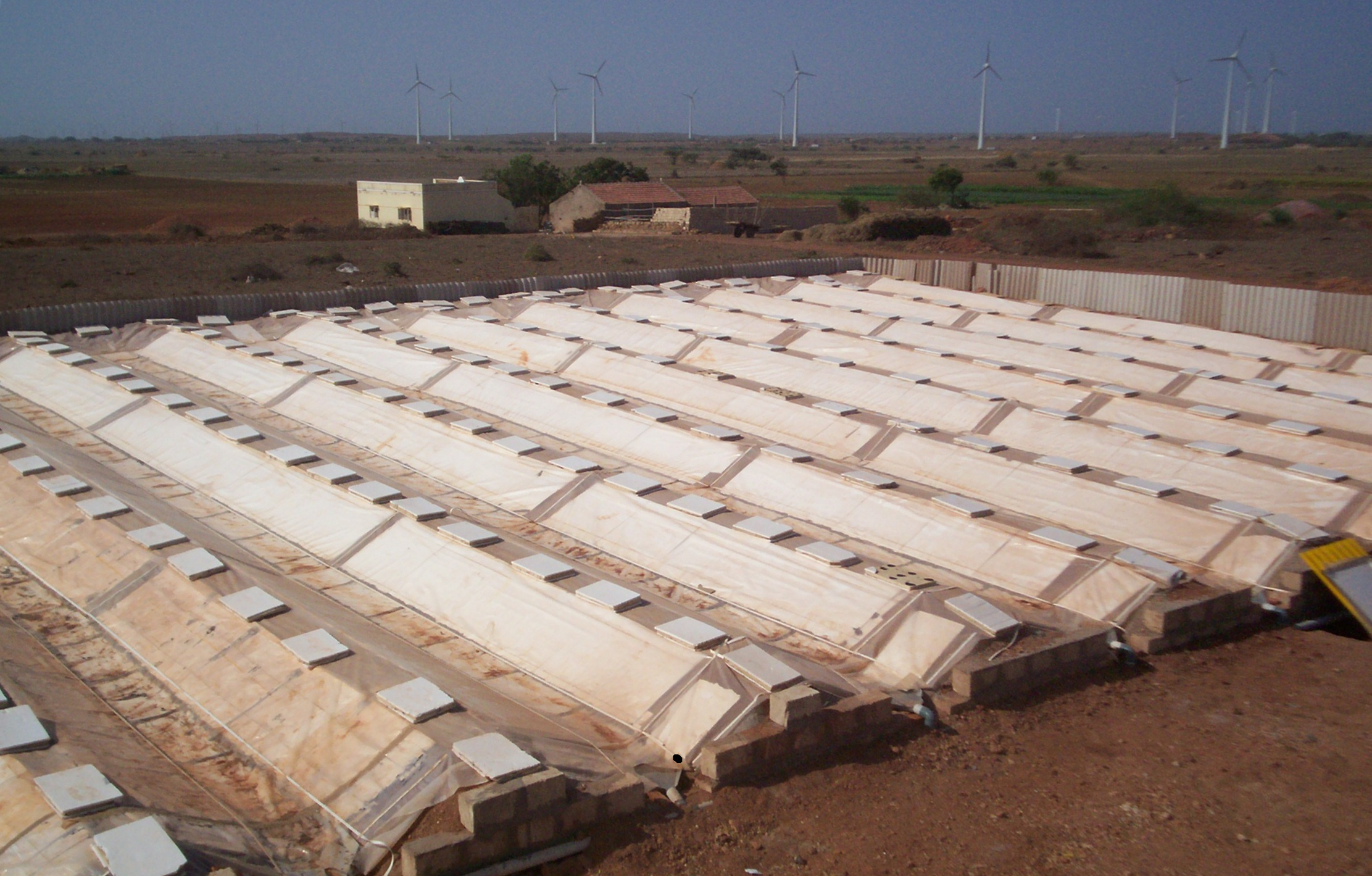
Một giếng khí 550 m2 phát xạ tại tây bắc Ấn Độ.

Một giếng khí hay giếng không khí là một cấu trúc hoặc thiết bị thu thập nước bằng cách thúc đẩy sự ngưng tụ của hơi nước trong không khí. Thiết kế cho giếng khí rất nhiều và đa dạng, nhưng thiết kế đơn giản nhất là thụ động hoàn toàn, không đòi hỏi nguồn năng lượng bên ngoài và có ít bộ phận chuyển động.
Ba thiết kế chính được sử dụng cho giếng không khí, được thiết kế với các dạng khối lượng lớn, phát xạ và hoạt động:
- Giếng khí khối lượng lớn: được sử dụng vào đầu thế kỷ 20, nhưng phương thức này không thành công.[3]
- Giếng khí thu gom năng lượng thấp, dùng phát xạ: được phát triển từ cuối thế kỷ 20 trở đi, thành công hơn nhiều.[3]
- Giếng khí năng động: hoạt động như một máy hút ẩm; mặc dù thiết kế hoạt động tốt nhưng chúng đòi hỏi một nguồn năng lượng, làm cho chúng không hiệu quả về kinh tế ngoại trừ những trường hợp đặc biệt. Các thiết kế sáng tạo mới nhằm giảm thiểu các yêu cầu về năng lượng của các giếng khí ngưng tụ hoạt động hoặc sử dụng năng lượng tái tạo.[4]

### Sách tham khảo
- Allen, Hugh (1931). The Story of the Airship. Goodyear Tire and Rubber Company.
- Alton Stewart, Bobby; Howell, Terry A. (2003). Encyclopedia of water science. Marcel Dekker. ISBN 978-0-8247-0948-8.
- Beysens, D.; Milimouk, I. (2000). "The Case For Alternative Fresh Water Sources" (pdf). International Organization For Dew Utilization. Truy cập ngày 10 tháng 9 năm 2010.
- Beysens, D.; Milimouk, I.; Nikolayev, V.S.; Berkowicz, S.; Muselli, M.; Heusinkveld, B.; Jacobs, A.F.G. (2006). "Comment on "The moisture from the air as water resource in arid region: Hopes, doubt and facts" by Kogan and Trahtman" (PDF). Journal of Arid Environments. Quyển 67 số 2. Elsevier. tr. 343–352. doi:10.1016/j.jaridenv.2006.01.011. Bản gốc (PDF) lưu trữ ngày 11 tháng 4 năm 2021. Truy cập ngày 10 tháng 9 năm 2010.
- Cartlidge, Cherese (2009). Water from Air: Water-Harvesting Machines. Norwood House. ISBN 978-1-59953-196-0.
- Clus, Owen; Ouazzani, Jalil; Muselli, Marc; Nikolayev, Vadim; Sharan, Girja; Beysens, Daniel (2006). "Radiation-cooled Dew Water Condensers Studied by Computational Fluid Dynamic (CFD)". European PHOENICS User Meeting, //12, Wimbledon,   London, UK (CD-ROM)  1. Quyển 2006 số 30. tr. 11–1. arXiv:0707.2514. Bibcode:2007arXiv0707.2514C. {{Chú thích tạp chí}}: Liên kết ngoài trong |journal= (trợ giúp)
- Gindel, I. (ngày 11 tháng 9 năm 1965). "Irrigation of Plants with Atmospheric Water Within the Desert". Nature. Quyển 207 số 5002. tr. 1173–1175. Bibcode:1965Natur.207.1173G. doi:10.1038/2071173a0.
- Hills, Edwin Sherbon (1966). Arid Lands: A Geographical Appraisal. Methuen.
- Klaphake, Wolf (1936). "Practical Methods for Condensation of Water from the Atmosphere". Proceeding of the Society of Chemical Industry of Victoria. Quyển 36. tr. 1093–1103. Truy cập ngày 12 tháng 9 năm 2010.
- Muselli, M.; Beysens, D.; Milimouk, I. (tháng 1 năm 2006). "Comparative Dew Yields From Two Large Planar Dew Condensers". Journal of Arid Environments. Quyển 64 số 1. tr. 54–76. doi:10.1016/j.jaridenv.2005.04.007. Bản gốc lưu trữ ngày 1 tháng 2 năm 2013. Truy cập ngày 6 tháng 4 năm 2011.
- Nelson, Robert A. (2003). "Air Wells, Fog Fences & Dew Ponds – Methods for Recovery of Atmospheric Humidity". Rex Research. Truy cập ngày 10 tháng 9 năm 2010. This article has been widely reproduced, including extracts in Sharan, 2006.
- Neumann, Klaus (2002). "Fifth Columnists? German and Austrian Refugees in Australian Internment Camps" (PDF). National Archives of Australia. Bản gốc (PDF) lưu trữ ngày 20 tháng 2 năm 2012. Truy cập ngày 18 tháng 3 năm 2011.
- Nikolayev, V.S.; Beysens, D.; Gioda, A.; Milimouk, I.; Katiushin, E.; Morel, J. P. (1996). "Water Recovery from Dew". Journal of Hydrology. Quyển 182. Elsevier. tr. 19–35. Bibcode:1996JHyd..182...19N. doi:10.1016/0022-1694(95)02939-7.
- Pugsley, Alfred J (1939). Dewponds in Fable and Fact. Country Life Ltd.
- Sharan, Girja (2006). Dew Harvest. Foundation Books. ISBN 81-7596-326-3.
- Sharan, Girja (2007). "Harvesting dew to supplement drinking water supply in arid coastal villages of Gujarat" (PDF). Indian Institute of Management. Bản gốc (pdf) lưu trữ ngày 14 tháng 6 năm 2011. Truy cập ngày 10 tháng 9 năm 2010.
- Anonymous (tháng 3 năm 1933). "Air Well Waters Parched Farms". Popular Science. Quyển 122 số 3. Bonnier Corporation. Truy cập ngày 10 tháng 9 năm 2010.